# Paule Moris
Paule Moris née Paulette Peauger, née le 28 décembre 1932 à Paris 16e et morte le 22 mars 2021 à Bourg-Saint-Maurice, est une skieuse alpine française.  Référence du ski alpin français dans les années 1950 dans les disciplines techniques du slalom et slalom géant, elle prend part aux Jeux olympiques d'hiver en 1956 à Cortina d'Ampezzo avec pour performances une 18e place en slalom et slalom géant.

## Biographie
Née en 1932 à Paris, Paulette Peauger est la fille de Jacques Peauger (1908-1963) et Jeannette Mutignon (1910-2006). En 1945, sa mère épouse en seconde noces Louis Erny (1911-2004) qui crée en 1955 le Critérium de la Première Neige à Val d'Isère. Son nom devient alors Paule Erny ou Erny-Peauger.  Elle fait partie de l'équipe de France de ski alpin dans les années 1950, prenant part tout d'abord aux Championnats du monde de 1954 avec pour meilleure performance une 6e place en slalom géant, puis aux Jeux olympiques de 1956 avec deux 18e place en slalom et slalom géant.
En 1954, elle épouse René Moris (1927-2021), moniteur de ski et dirigeant de l’École du Ski Français de Val d'Isère avec qui elle a deux enfants, Jean-Christophe et Patricia.

## Palmarès

### Jeux olympiques
| Épreuve / Édition         | Descente | Slalom géant | Slalom |
| ------------------------- | -------- | ------------ | ------ |
| JO 1956 Cortina d'Ampezzo | —        | 18e          | 18e    |

### Championnats du monde
| Épreuve / Édition         | Descente | Slalom géant | Slalom | Combiné |
| ------------------------- | -------- | ------------ | ------ | ------- |
| Mondiaux 1954 Aare        | —        | 6e           | 28e    | —       |
| JO 1956 Cortina d'Ampezzo | —        | 18e          | 18e    | —       |